# Pippin av Herstal
Pippin av Herstal, Pippin av Héristal, Pippin II, Pippin den mellerste, Pippin den yngre, född 635, död 16 december 714, var frankisk karolingisk maior domus 687–714.

## Biografi
Pippin av Herstal var Pippin I:s dotterson genom giftermålet mellan Ansegisel och Begga, Pippin I:s dotter. Som maior domus av Austrasien, Neustrien och Burgund mellan 680 och 714 fick han gradvis kontroll över det frankiska hovet. Den merovingiske kungen Theoderik III försökte avsätta honom men blev grundligt besegrad i slaget vid Tertry 687. Hans ättlingar blev också de maior domus och blev till slut frankerrikets lagenliga härskare.
Omkring 670 gifte sig Pippin II med Plectrude för att genom henne komma över landområden kring Moselle. De fick åtminstone två barn och genom dem åtminstone två barnbarn av betydelse. Dessa legitima barn och barnbarn gjorde anspråk på att vara Pippins verkliga arvtagare och försökte genom änkan Plectrude bibehålla ställningen som maior domus efter Pippins död 714. Emellertid vann Karl Martell, Pippins son med älskarinnan Alpaida eller Chalpaida, stöd hos adeln i Austrasien, framför allt genom sin militära tapperhet och generositeten med att dela med sig av bytet från sina erövringar. Trots Plectrudes försök att tysta Martell genom att sätta honom i fängelse blev han till sist ensam maior domus och i praktiken frankerrikets verkliga härskare.

## Barn
Pippin av Herstal gifte sig med Plectrude  omkring 670, med vilken han hade följande barn:
- Drogo (cirka 695–708)
- Grimoald II (död 714)
- Childebrand (död 751)

Med älskarinnan Alpaida (eller Chalpaida) hade han sonen
- Karl Martell, Hammaren (23 augusti 686–22 oktober 741)